# Hermann Wagner (geograf)
Hermann Hans Karl Wagner, född den 23 juni 1840 i Erlangen, död den 18 juni 1929 i Bad Wildungen, var en tysk geograf och kartograf. Han var son till Rudolf Wagner och bror till Adolph Wagner.
Efter studier i Göttingen och Erlangen var han 1868-1876 redaktör för den statistiska avdelningen av "Almanach de Gotha", samt utgav (1872-1882 med Ernst Behm, 1891-1893 med Alexander Supan) publikationen "Die Bevölkerung der Erde" (nio häften, bihang till "Petermanns Mitteilungen"), en tillförlitlig, kritisk översikt av areal- och befolkningsstatistiken. År 1876 blev Wagner professor i geografi vid Albertinauniversitetet i Königsberg och 1880-1920 var han professor i geografi och statistik i Göttingen. 
Hans första lärjunge blev Wilhelm Sievers. I "Geographisches Jahrbuch", för vilken han var redaktör 1879-1907, skrev han berättelserna över den geografiska metodikens utveckling, varjämte han författade en mängd mindre arbeten och kritiker samt bearbetade fjärde upplagan av Guthes "Lehrbuch der Geographie", som från och med sjätte upplagan (I, "Allgemeine Erdkunde", 1894-1900; sjunde upplagan 1903) utgavs under Wagners namn ensamt, och Emil von Sydows "Schulatlas" (1888; 13:e upplagan 1907).